# Weyer (Felső-Ausztria)
Weyer osztrák mezőváros Felső-Ausztria Steyrvidéki járásában. 2019 januárjában 4197 lakosa volt. 

## Elhelyezkedése

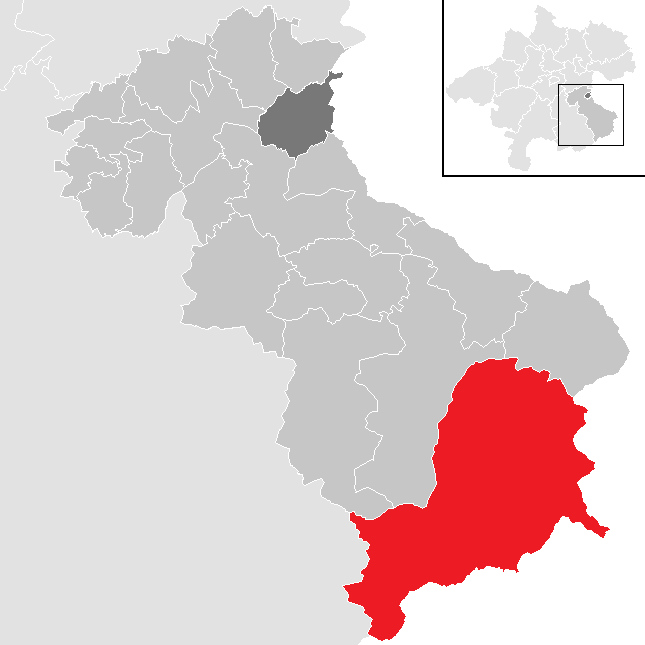
Weyer a Steyrkörnyéki járásban

Weyer a tartomány Traunviertel régiójában fekszik az Ennstali Elő-Alpokban, az Eisenwurzen tájegységen belül, Felső-Ausztria, Alsó-Ausztria és Stájerország tartományok hármashatáránál. Legfontosabb folyóvize az Enns; maga a város ennek mellékfolyója, a Gaflenz torkolatánál található. Az önkormányzat 3 településrészt illetve falut egyesít: Kleinreifling (746 lakos 2019-ben), Unterlaussa (193 lakos) és Weyer (3258 lakos). 
A környező önkormányzatok: nyugatra Rosenau am Hengstpaß, északnyugatra Reichraming és Großraming, északkeletre Gaflenz, keletre Hollenstein an der Ybbs (Alsó-Ausztria), délre Altenmarkt bei Sankt Gallen (Stájerország), délnyugatra Sankt Gallen (Stájerország). 

## Története

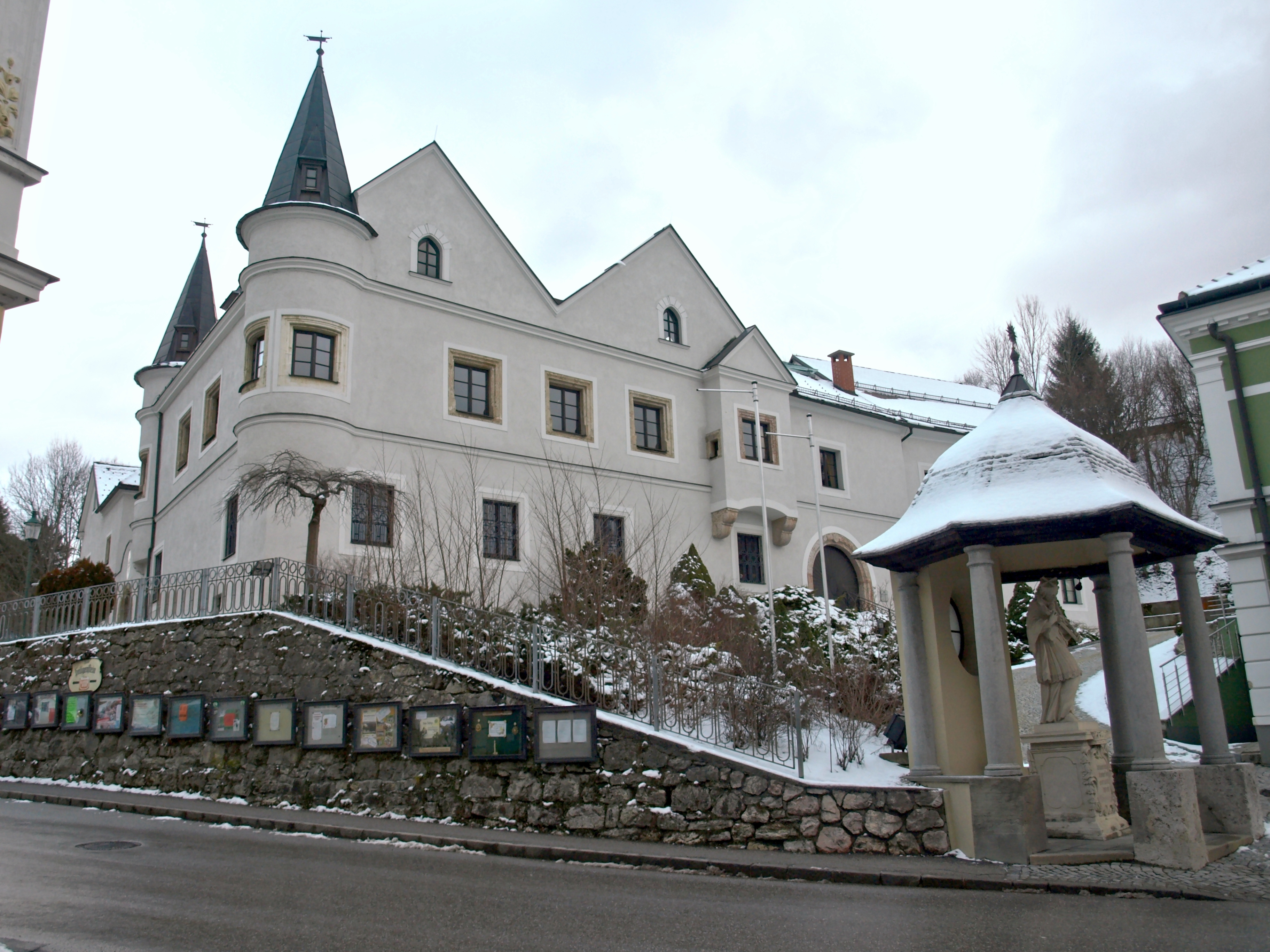
Az Egerer-kastély

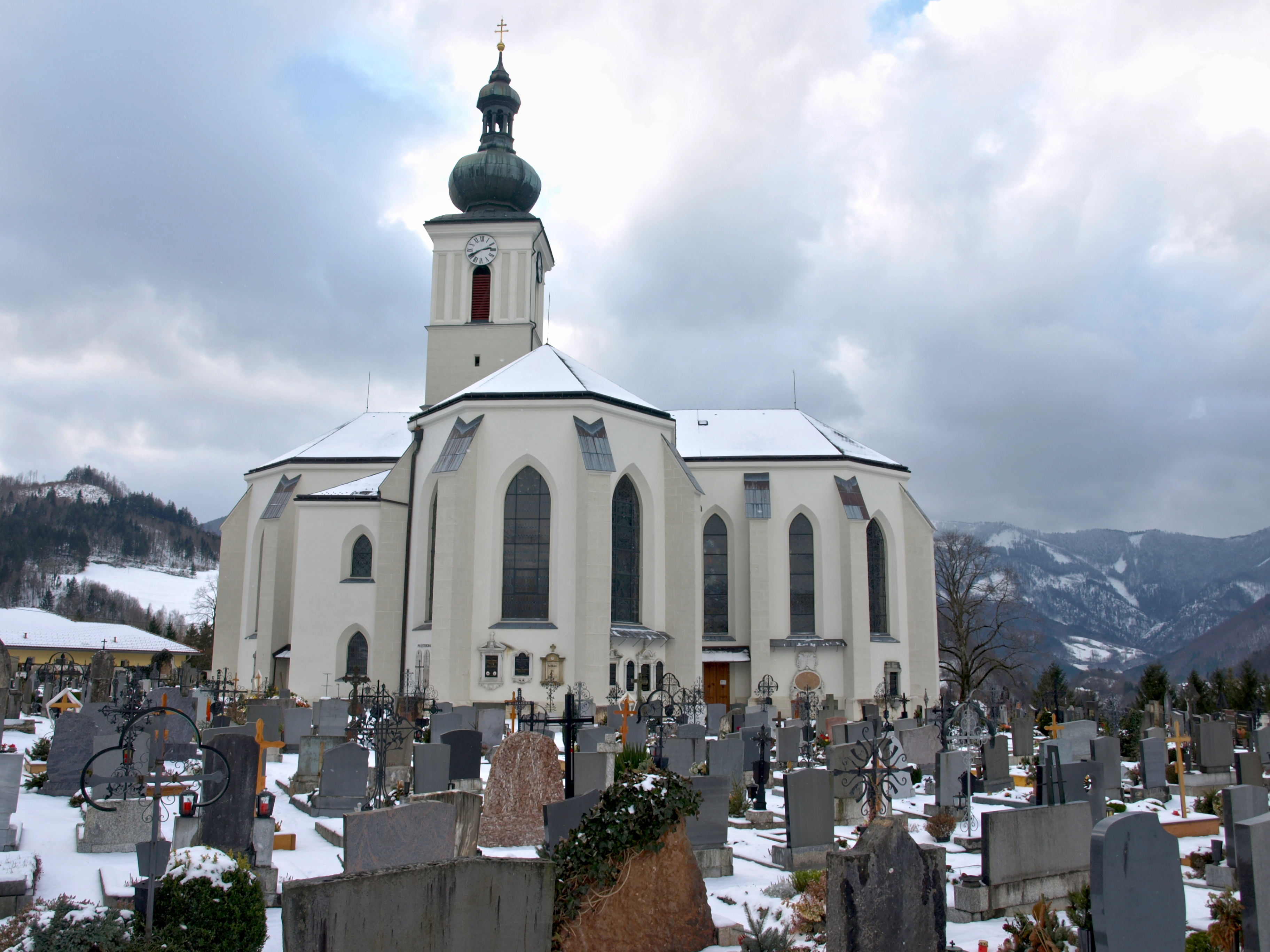
A Keresztelő Szt. János-plébániatemplom

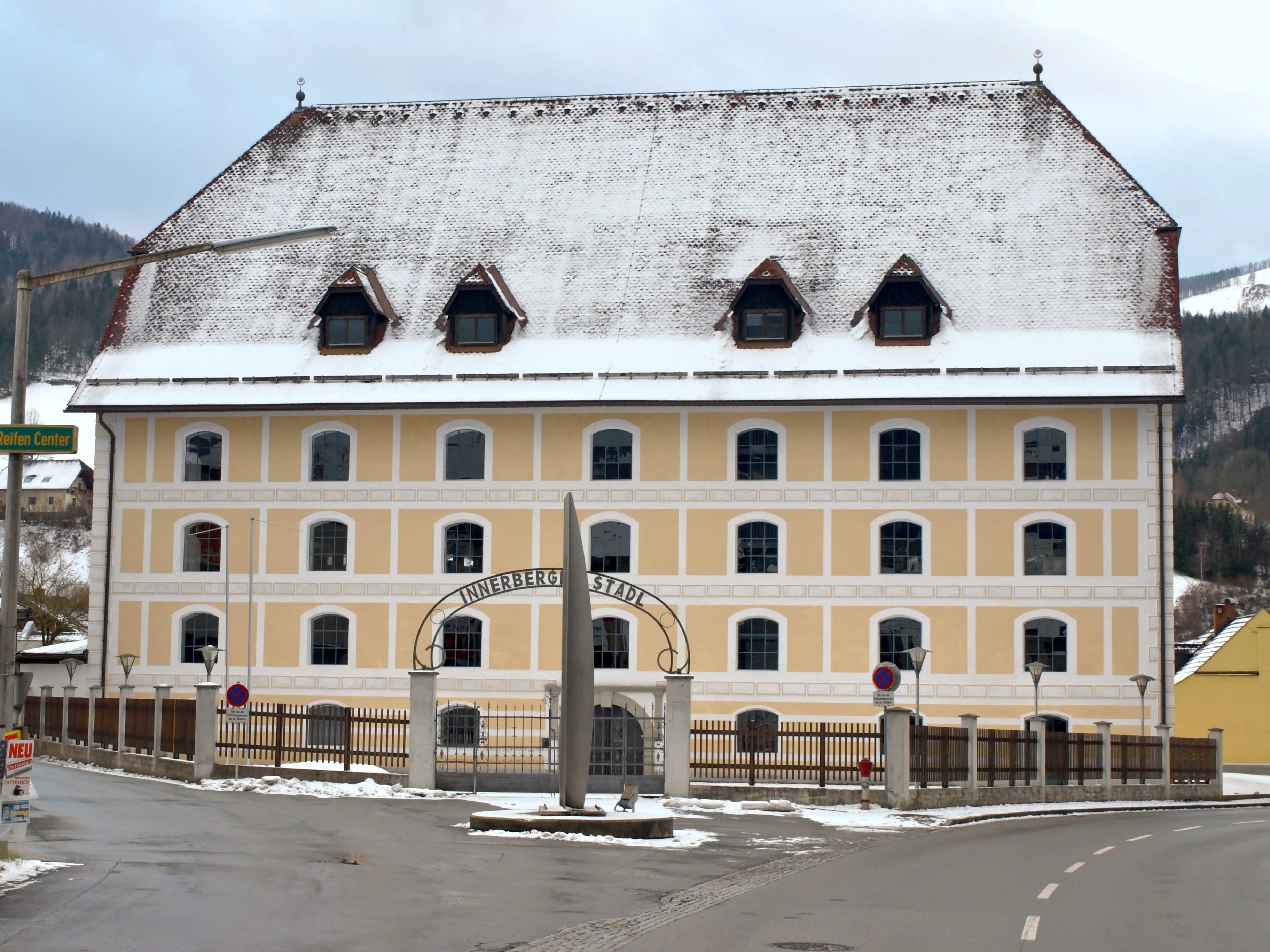
Az Innerberger Stadel

Weyer első említése 1259-ből származik, amikor a gaflenzi plébániához tartozó, Keresztelő Szt. Jánosnak ajánlott templomát felszentelték. Nem tudni, hogy mikor kapta mezővárosi privilégiumait, de III. Albert herceg 1390-ben megerősítette hetivásár-tartási jogát. A vaskereskedelem és -feldolgozás szépen jövedelmezett, ám a féltékeny steyri polgárok kijárták a hercegnél, hogy a weyerieknek előbb nekik kellett felajánlani az alapanyagot és csak a maradék juthatott nekik. A gazdaság ennek ellenére virágzott és Weyert a 15-16. században "aranykisvárosként" (goldenen Märktl) emlegették. 1440-ben a templomot gótikus stílusban átépítették és kibővítették. Az Ausztriába betörő Mátyás magyar király miatt 1489-ben sánccal vették körbe a mezővárost. 1532-ben a törökök kifosztották és felgyújtották Weyert. 
A túlélők újjáépítették házaikat, számos ház erődszerű külsőt kapott. I. Ferdinánd császár 1564-ben címert adományozott a mezővárosnak. A 16. században a lakosok többsége áttért a protestáns vallásra, köztük papjuk, Peter Prenner is aki bár háromszor nősült, részegeskedésért, verekedésért és a bíró megfenyegetéséért egy hétre börtönbe is zárták, nagy népszerűsége miatt mégis 40 évig volt a weyeriek lelkipásztora, az 1588-as rekatolizáció után is. A harmincéves háború bizonytalanságai miatt 1625-ben a vasfeldolgozó iparosok céhet alapítottak. 1658-ban 59 kovácsműhely működött a mezővárosban. Az osztrák örökösödési háborúban Weyer a frontvonalba került, a bajorok elfoglalták; őket Franz von der Trenck pandúrjai ugyan kiűzték, de utána maguk kvártélyozódtak be Weyerbe. 1742-ig mintegy 60 ezer katona vonult át a térségen, időnként rekvirálva, szállásolást követelve. A napóleoni háborúk hasonló nehézségeket jelentettek, 1809-ben fosztogatásokra is sor került. 1842-ben Ferdinánd császár és felesége, Anna hivatalos látogatást tett Weyerben. 1872-ben a Kronprinz-Rudolf-Bahn megépülésével Weyer csatlakozott a vasúthálózathoz, amely maga után vonta az idegenforgalom fellendülését is; elsősorban a bécsi polgárság nyaralt errefelé. 
1897-ben a mezővárosi önkormányzat vidéki lakói attól tartva, hogy háttérbe szorítja őket a városi vasipar, Weyer-Land néven elszakadtak és önálló önkormányzatot alapítottak, míg a megmaradó mindössze 4 km2-es városközpont a Weyer-Markt nevet kapta. A köztársaság 1918-as megalakulásakor a mezővárost Felső-Ausztria tartományhoz sorolták, az 1938-as Anschluss után pedig az Oberdonau gauhoz került. 1941-ben fogolytábort létesítettek hadifoglyok számára, akiket az Enns szabályozásánál dolgoztattak. A tábor 1943 és 1944 között a mauthauseni koncentrációs tábor diepoldsaui kirendeltsége alá tartozott. 1945 tavaszán több ezer magyar és zsidó kényszermunkást hajtottak végig az Enns völgyén, ennek során Weyer területén is sokan meghaltak.
1966-ban az Enns fölött épített Kastenreith-híd összedőlt és több munkás életét vesztette. 2007-ben Weyer-Markt és Weyer-Land ismét egyesült. 

## Lakosság
A weyeri önkormányzat területén 2019 januárjában 4197 fő élt. A lakosságszám 1951-ben érte el a csúcspontját 1993 fővel, azóta csökkenő tendenciát mutat. 2017-ben a helybeliek 92,9%-a volt osztrák állampolgár; a külföldiek közül 0,6% a régi (2004 előtti), 2,7% az új EU-tagállamokból érkezett. 0,9% a volt Jugoszlávia (Szlovénia és Horvátország nélkül) vagy Törökország, 2,9% egyéb országok polgára volt. 2001-ben a lakosok 91,7%-a római katolikusnak, 1,5% evangélikusnak, 4,7% pedig felekezeten kívülinek vallotta magát. Ugyanekkor 6 magyar élt a mezővárosban; a német mellett (96,1%) a legnagyobb nemzetiségi csoportot a horvátok alkották 2,1%-kal.
A népesség változása:

| 2016 | 4 264 |
| 2018 | 4 258 |

## Látnivalók

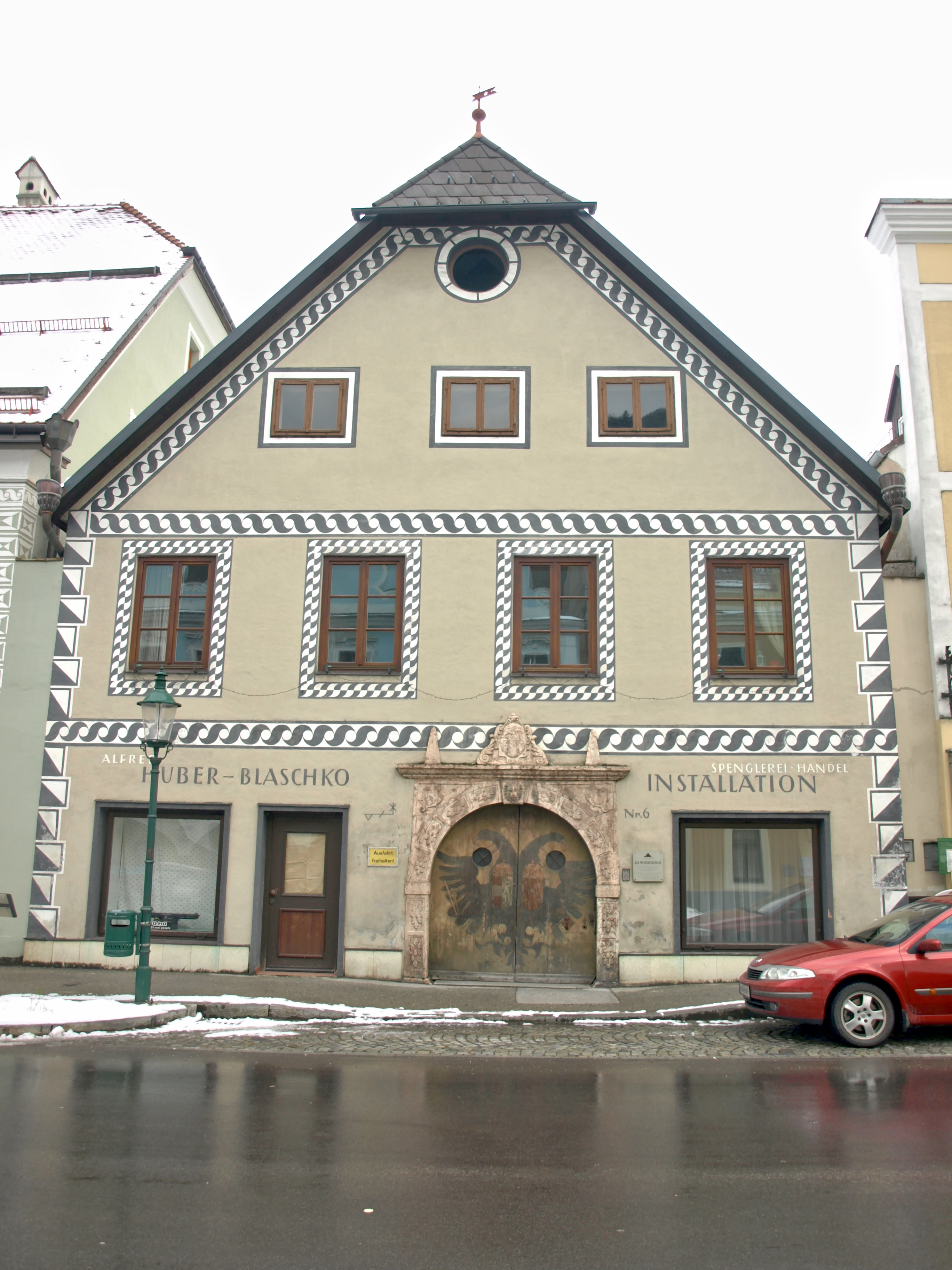
A Preuenhueberhaus

- az Innerberger Stadel, az 1654-ben épült volt vasáruraktár
- az Egerer-kastély
- a Keresztelő Szt. János-plébániatemplom
- a kleinreiflingi Szt. József-plébániatemplom
- az unterlaussai Karmel-hegyi Szűz Mária plébániatemplom
- a főtéri Preuenhueberhaus 1550 körül épült
- az unterlaussai bányászmúzeum

## Fordítás
- Ez a szócikk részben vagy egészben  a   Weyer (Oberösterreich) című német Wikipédia-szócikk ezen változatának fordításán alapul.  Az eredeti cikk szerkesztőit annak laptörténete sorolja fel. Ez a jelzés csupán a megfogalmazás eredetét és a szerzői jogokat jelzi, nem szolgál a cikkben szereplő információk forrásmegjelöléseként.